# Adisura straminea
Adisura straminea är en fjärilsart som beskrevs av George Francis Hampson 1902. Adisura straminea ingår i släktet Adisura och familjen nattflyn. Inga underarter finns listade i Catalogue of Life.